# 1984-1985シーズンのNBA
1984-1985シーズンのNBAは、NBAの39回目のシーズンである。

## 1984年ショック
1984年はNBAの歴史の中でも特別な年に位置づけられている。マジック・ジョンソンとラリー・バードの登場で危機的な状況から救われたNBAが、さらなる飛躍を果たし、アメリカという枠を飛び越えて国際的な人気を勝ち得ていく上での、起点となった年だからである。すなわち、マイケル・ジョーダンの登場、ジョーダン世代と呼ばれるスター選手のリーグ全体への分散、デビッド・スターンのコミッショナー就任、サラリーキャップ制度の導入である。当時はマジック・ジョンソンとラリー・バードの直接対決が大きな注目を集め、これらの事象はそれほど重要視されていなかった。

### ジョーダンの登場
古今東西あらゆるバスケット選手の中でも別格とされているマイケル・ジョーダンは、しかしドラフトで指名された当初、多くのNBA関係者は彼がここまでの存在になるとは予想していなかった。ジョーダンの学生生活は他のスター選手が歩んだような華々しいものではなく、高校生の頃はバスケットチームにさえ入れてもらえなかった。大学はバスケットの名門校であるノースカロライナ大学に進学したが、当時注目を集めていたのはチームメイトのジェームス・ウォージーで、ジョーダンは彼の陰に隠れた存在だった。ジョーダンにウォージー、そしてサム・パーキンスと、後に振り返れば非常に豪華な選手を揃えていたノースカロライナ大は1982年のNCAAトーナメント決勝に進出。対戦相手は後にジョーダン終生のライバルとなるパトリック・ユーイング率いるジョージタウン大学だった。全米が注目するこの大舞台で、1年生だったジョーダンは彼の運命を大きく変えるショットを決める。残り32秒で1点を追うノースカロライナ大は、重要なショットをエースのウォージーではなく、ジョーダンに託した。残り17秒、ジョーダンが放ったジャンプショットは綺麗にゴールに吸い込まれ、ノースカロライナ大の全米制覇を決定付けた。ジョーダンの"ザ・ショット"伝説の始まりだった。ジョーダンは瞬く間にカレッジ界のスター選手となり、3年生の時にはジョン・ウッデン賞、ネイスミス賞を獲得。名実共にカレッジバスケのNo.1選手となった。
カレッジ界で不動の評価を得たジョーダンだが、NBAのスカウト陣の視線は別の選手に注がれていた。ヒューストン大学のアキーム・オラジュワンである。213cmの長身に俊敏さを兼ね備えた将来のトップセンター候補で、あらゆるチームが欲しがる逸材だった。オラジュワンが大学でのプレイ4年間を全うし、いよいよドラフトにエントリーするとなって、前季1983-84シーズンでは低迷中のチームが躍起になって負けた。シカゴ・ブルズは後半の33試合で27敗し、ヒューストン・ロケッツはシーズン終盤にラルフ・サンプソンの出場時間を抑え、最後の10試合で9敗した。壮絶な敗北合戦の末にロケッツは見事にウエスタン最下位となったが、ブルズは後一歩及ばずインディアナ・ペイサーズに次ぐイースタンワースト2位だった。コインリップの結果ドラフト全体1位指名権はロケッツが獲得、結局ブルズは3位指名権だった。この敗北合戦が一因となって、翌年からはドラフト・ロッタリー制度が導入された。
そして運命のドラフト当日。ロケッツは微塵の迷いも無くオラジュワンを1位指名した。2位指名権はペイサーズではなく、過去のトレードからポートランド・トレイルブレイザーズに譲渡されていた。ブレイザーズにはすでにジム・パクソンやクライド・ドレクスラーが居た為、同じシューティングガードのジョーダンを指名する必要はなかった。そしてブレイザーズはサム・ブーイを指名した。後に「ドラフト史上最大の失態」との酷評を受けるこの指名も当時は順当なもので、たとえ膝に不安を抱えていようともケンタッキー大学のスターセンターを見逃す理由は、ブレイザーズには無かった。そして3位指名の番になって、ようやくジョーダンの名前が呼ばれた。ジョーダンはシカゴ・ブルズに入団したのである。
当初ジョーダンを指名したブルズですら、彼の真の価値に気づいてはいなかった。しかしドラフト後のロサンゼルス五輪に出場したジョーダンは国際舞台でも華々しい活躍を見せ、アメリカ代表を金メダルに導いた。ジョーダンの持つ可能性にようやく気づき始めたブルズは、当時の新人としては破格となる7年600万ドルの契約をジョーダンと交わした。
ブルズの選択は大正解だった。ジョーダンはブルズに数々の栄光をもたらし、そして1990年代には「あのマイケル・ジョーダンが所属するチーム」として世界で最も有名なNBAチームとなるからである。

### ジョーダン世代
マジック・ジョンソンとラリー・バードがライバル関係を築いたことで高い人気を獲得したように、ジョーダン（NBA）が世界的な人気を勝ち得る上で、ジョーダン世代と呼ばれるライバルの存在は欠かせなかった。1984年のNBAドラフトはNBA史上最高のドラフトと呼ばれており、またこの年を皮切りに80年代後半から90年代のNBAを代表するスター選手が続々とNBA入りを果たしていく。
- アキーム・オラジュワンはジョーダンを抑えて全体1位指名でヒューストン・ロケッツに入団した。オラジュワンはロケッツ史上最大のスター選手の一人として、ロケッツの黄金期を築き上げる。
- "サー・チャールズ"、あるいは"空飛ぶ冷蔵庫"の異名を持つチャールズ・バークレーは、全体5位指名でフィラデルフィア・76ersに入団。史上屈指のパワーフォワードとして、90年代のNBAを盛り上げた。
- ジョン・ストックトンはドラフト当初は無名の選手だった。しかし全体16位指名でユタ・ジャズに入団した彼は史上最高のポイントガードの一人となり、90年代後半にはジョーダン最大のライバルとなった。

翌年のドラフトではパトリック・ユーイング、カール・マローン、ジョー・デュマースがNBA入りしている。
重要なことは、彼らが一所に集まらず、各チームに分散した事だった。過去5年のドラフトを振り返ってみれば、ロサンゼルス・レイカーズやボストン・セルティックス以外のチームにとっては、実に不公平なドラフトが続いた。1979年ではマジック・ジョンソンがレイカーズから全体1位指名を受け、同じ年にラリー・バードはセルティックスに入団した。続く1980年の全体1位指名権はセルティックスが保持しており、セルティックスはこの指名権を利用してロバート・パリッシュとケビン・マクヘイルを同時に手に入れた。そして1982年の全体1位指名権はまたもやレイカーズの手にあり、レイカーズはジェームス・ウォージーを指名した。優秀な人材が、尽く強豪レイカーズとセルティックスに流れていったのである。結局NBAの人気はレイカーズやセルティックスといった一部のチームが独り占めし、大多数のチームは70年代から続くどん底の状態が続いていた。1983年の時点では全23チームのうち、17チームが赤字経営に陥っていたのである。
しかし1981年にはアイザイア・トーマスがデトロイト・ピストンズに、1982年にはドミニク・ウィルキンスがアトランタ・ホークスに、1983年にはクライド・ドレクスラーがポートランド・トレイルブレイザーズにといった具合に、スター選手の芽は少しずつ各チームに撒かれていき、そしてこの年を皮切りに一気にリーグ全体にスター選手の芽が広まった。彼らはそう時間を待たずして花開き、個性豊かな選手たちの活躍でリーグ全体が大きく活気付いていくこととなる。そして彼らがジョーダン率いるブルズと数々の熱戦を繰り広げることで、NBAの人気をかつてないほどに高めていく。
「スーパースター」という駒は着実に揃いつつあった。残る課題はスーパースターとNBAというソフトを世界に向けて発信する手段と、リーグを健全化するシステムだった。

### デビッド・スターン
60年代から70年代に掛けて、協会と選手会は度々衝突し、幾つもの裁判を抱えるようになった。この頃に外部顧問弁護士としてNBAに雇われたデビッド・スターンは、1978年にはNBAの法律部門立ち上げに協力し、1980年には協会の取締役副社長に就任した。そして1983年、スターンはNBA初の労使協定を取り纏めることに成功する。この時導入が決定されたのがサラリーキャップ制度だった。頑強な選手会との協定締結で辣腕を発揮したスターンは、1984年2月に第4代NBAコミッショナーに就任した。
スターンは次々と改革を行った。コミッショナー就任に先駆けて締結された労使協定は、当時やや暴走気味だった選手会の発言力を抑え、さらに当時リーグ全体に蔓延し、リーグのイメージを著しく傷つけていた薬物・アルコール汚染にも厳しい態度で臨み、リーグの清浄化に力を注いだ。
そしてスターンがNBAの経営戦略として最も重要視したのがテレビだった。スターンがコミッショナーに就任した年の1984年のファイナルは、マジック対バードという当時のNBA最高のカードであり、NBAでは初めてファイナル全試合を生中継して成功を収めた。またこの年にはTBSと2年間2000万ドルの契約を結んでおり、さらにケーブルテレビの急速な普及でテレビの分野でも新たな市場が開拓されていた。当時バスケットは野球やアメリカンフットボールと比べ攻守が目まぐるしく変るため、テレビ放送には不向きとされていた。そこでスターンはNBAを魅力あるエンターテインメントとして世に送り出すため、様々な手段でNBAの試合を迫力ある映像作品に仕上げた。試合中継のアングルは細部にまでこだわり、それまでゴールの間を行き来するだけだった映像に縦の動きを加え、三次元の迫力ある映像を提供した。さらに選手には記者の取材に可能な限り協力させ、また「NBAエンターテインメント部門」を立ち上げてNBA自らも外に向けて情報を発信した。これらの試みは当時としては非常に斬新な手法であり、スターンの積極的な売り込みが功を奏して、各テレビ局も次第にNBAの専門番組を放送していくようになった。
スターンによってNBAというソフトを世界に向けて発信する手段が確立された。以後、ジョーダン人気の高まりと共にNBAの認知度は飛躍的に高まり、スターンが確立した手段によって世界に向けても発信され、NBAは国際的な人気を勝ち得ていくこととなる。スターンはこの他にもスポーンサー契約やライセンス契約でも辣腕を発揮し、破産状態寸前だったNBAの財政を見事に立て直した。特に90年代に入ってからはNBAのユニフォームなどがファッションとして若者に受け入れられるため、ライセンス契約を一括して管理する「NBAプロパティーズ」はNBAにとって重要な収入源として大きな成長を見せている。

### サラリーキャップ
NBAのサラリーキャップ導入は1983年の労使協定により決定された。当時のリーグには、財政的に潤っているチームが優秀な選手を集めることでさらに人気を高まりさらに豊かになる一方、財政的に困窮しているチームは選手を育ててもすぐに他チームに取られ、さらに人気が下がってさらに困窮するという悪循環が蔓延していた。また選手たちのサラリーは異常な高騰を見せ各チームの財政を圧迫しており、リーグ全体が財政難で傾きかけていた。リーグを健全化するためには何らかのルール、システムを設ける必要があり、それがサラリーキャップ制度だった。
これはアメリカ四大メジャースポーツの中でも初めての試みだった。最初の労使協定で定められた制限金額はリーグ総収益の53%で、制度がスタートするこの年のサラリーキャップは360万ドルだった。この制度はリーグのシステムの面で大きな転換期となった。

## シーズン前

### ドラフト
この年のドラフトではアキーム・オラジュワンがヒューストン・ロケッツから全体1指名を受けた。ほか、サム・ブーイ、マイケル・ジョーダン、サム・パーキンス、チャールズ・バークレー、アルヴィン・ロバートソン、オーティス・ソープ、ケビン・ウィリス、ジェイ・ハンフリーズ、マイケル・ケイジ、ジョン・ストックトン、ジェフ・ターナー、バーン・フレミング、トニー・キャンベル、ロン・アンダーソン、ダニー・ヤング、ジェローム・カーシー、さらにNBAでプレイしなかった選手の中で最も偉大な選手と言われているオスカー・シュミットや後に陸上選手として名を馳せるカール・ルイスらが指名を受けている。
オールスターにはH・オラジュワン、M・ジョーダン、C・バークレー、A・ロバートソン、O・ソープ、K・ウィリス、J・ストックトンの7人が選ばれている。
　詳細は1984年のNBAドラフトを参照

### その他
- サンディエゴ・クリッパーズはカリフォルニア州サンディエゴから同州ロサンゼルスに本拠地を移し、ロサンゼルス・クリッパーズと改称した。ロサンゼルスにはクリッパーズとロサンゼルス・レイカーズの2チームが本拠地を置くこととなった。
- TBSによるテレビ中継がスタートする。TBSによる放送は2008年現在まで20年以上に渡って続いている。

## シーズン

### オールスター
- 開催日：2月10日
- 開催地：インディアナ
- オールスターゲーム　ウエスト 140－129 イースト
- MVP：ラルフ・サンプソン　（ヒューストン・ロケッツ）
- スラムダンクコンテスト優勝：ドミニク・ウィルキンス　（アトランタ・ホークス）

### イースタン・カンファレンス
| Team                     | W  | L  | PCT. | GB |
| ------------------------ | -- | -- | ---- | -- |
| ボストン・セルティックス | 63 | 19 | .768 | -  |
| フィラデルフィア・76ers  | 58 | 24 | .707 | 5  |
| ニュージャージー・ネッツ | 42 | 40 | .512 | 21 |
| ワシントン・ブレッツ     | 40 | 42 | .488 | 23 |
| ニューヨーク・ニックス   | 24 | 58 | .293 | 39 |

| Team                           | W  | L  | PCT. | GB |
| ------------------------------ | -- | -- | ---- | -- |
| ミルウォーキー・バックス       | 59 | 23 | .720 | -  |
| デトロイト・ピストンズ         | 46 | 36 | .561 | 13 |
| シカゴ・ブルズ                 | 38 | 44 | .463 | 21 |
| クリーブランド・キャバリアーズ | 36 | 46 | .439 | 23 |
| アトランタ・ホークス           | 34 | 48 | .415 | 25 |
| インディアナ・ペイサーズ       | 22 | 60 | .268 | 37 |

### ウエスタン・カンファレンス
| Team                     | W  | L  | PCT. | GB |
| ------------------------ | -- | -- | ---- | -- |
| デンバー・ナゲッツ       | 52 | 30 | .634 | -  |
| ヒューストン・ロケッツ   | 48 | 34 | .585 | 4  |
| ダラス・マーベリックス   | 44 | 38 | .537 | 8  |
| サンアントニオ・スパーズ | 41 | 41 | .500 | 11 |
| ユタ・ジャズ             | 41 | 41 | .500 | 11 |
| カンザスシティ・キングス | 31 | 51 | .378 | 21 |

| Team                               | W  | L  | PCT. | GB |
| ---------------------------------- | -- | -- | ---- | -- |
| ロサンゼルス・レイカーズ           | 62 | 20 | .756 | -  |
| ポートランド・トレイルブレイザーズ | 42 | 40 | .512 | 20 |
| フェニックス・サンズ               | 36 | 46 | .439 | 26 |
| ロサンゼルス・クリッパーズ         | 31 | 51 | .378 | 31 |
| シアトル・スーパーソニックス       | 31 | 51 | .378 | 31 |
| ゴールデンステート・ウォリアーズ   | 22 | 60 | .268 | 40 |

### スタッツリーダー
| 部門       | 選手                           | チーム                     | AVG  |
| ---------- | ------------------------------ | -------------------------- | ---- |
| 得点       | バーナード・キング             | ニューヨーク・ニックス     | 32.9 |
| リバウンド | モーゼス・マローン             | フィラデルフィア・76ers    | 13.1 |
| アシスト   | アイザイア・トーマス           | デトロイト・ピストンズ     | 13.9 |
| スティール | マイケル・レイ・リチャードソン | ニュージャージー・ネッツ   | 3.0  |
| ブロック   | マーク・イートン               | ユタ・ジャズ               | 5.6  |
| FG%        | ジェームズ・ドナルドソン       | ロサンゼルス・クリッパーズ | 63.7 |
| FT%        | カイル・メイシー               | フェニックス・サンズ       | 90.7 |
| 3FG%       | バイロン・スコット             | ロサンゼルス・レイカーズ   | 43.3 |

### 各賞
- 最優秀選手: ラリー・バード, ボストン・セルティックス
- ルーキー・オブ・ザ・イヤー：マイケル・ジョーダン, シカゴ・ブルズ
- 最優秀守備選手賞: マーク・イートン, ユタ・ジャズ
- シックスマン賞: ケビン・マクヘイル, ボストン・セルティックス
- 最優秀コーチ賞: ドン・ネルソン, ミルウォーキー・バックス
- All-NBA First Team:
  - F - ラリー・バード, ボストン・セルティックス
  - F - バーナード・キング, ニューヨーク・ニックス
  - C - モーゼス・マローン, フィラデルフィア・76ers
  - G - アイザイア・トーマス, デトロイト・ピストンズ
  - G - マジック・ジョンソン, ロサンゼルス・レイカーズ
- All-NBA Second Team:
  - F - テリー・カミングス, ミルウォーキー・バックス
  - F - ラルフ・サンプソン, ヒューストン・ロケッツ
  - C - カリーム・アブドゥル＝ジャバー, ロサンゼルス・レイカーズ
  - G - マイケル・ジョーダン, シカゴ・ブルズ
  - G - シドニー・モンクリーフ, ミルウォーキー・バックス
- All-NBA Rookie Team:
  - チャールズ・バークレー, フィラデルフィア・76ers
  - サム・パーキンス, ダラス・マーベリックス
  - アキーム・オラジュワン, ヒューストン・ロケッツ
  - サム・ブーイ, ポートランド・トレイルブレイザーズ
  - マイケル・ジョーダン, シカゴ・ブルズ
- NBA All-Defensive First Team:
  - シドニー・モンクリーフ, ミルウォーキー・バックス
  - ポール・プリシー, ミルウォーキー・バックス
  - マーク・イートン, ユタ・ジャズ
  - マイケル・クーパー, ロサンゼルス・レイカーズ
  - モーリス・チークス, フィラデルフィア・76ers
- NBA All-Defensive Second Team:
  - ボビー・ジョーンズ, フィラデルフィア・76ers
  - Danny Vranes, シアトル・スーパーソニックス
  - アキーム・オラジュワン, ヒューストン・ロケッツ
  - デニス・ジョンソン, ボストン・セルティックス
  - T.R.ダン, デンバー・ナゲッツ

### ジョーダン旋風
マイケル・ジョーダンは当時の新人としては破格の7年600万ドル契約、ナイキなど数社とのプロモーション契約など、開幕前から話題を集めていたが、彼がそこまで破格の待遇を受けるに相応しい選手なのか懐疑的に思う人もいた。しかし新シーズンが開幕してしまえば、ジョーダンの鮮烈なプレイが瞬く間にリーグを席巻した。
ジョーダンが加入する前のシカゴ・ブルズは3シーズン連続でプレーオフ出場を逃していたドアマットチームだった。不甲斐ないチームに地元の関心も離れ、1980-81シーズンを境に観客動員数は右肩下がりとなっていた。しかしジョーダンが登場したこのシーズンは、前季の260,950人から87%増となる487,370人を動員。ジョーダンの経済効果は他チームにも及び、ブルズが遠征でやってくる試合のチケットは飛ぶように売れ、いつもは閑古鳥が鳴いているようなアリーナでも満席となった。
ルーキーイヤーからオールスターゲームに出場したが、しかし初めてのオールスターはジョーダンにとって苦い経験となった。ジョーダンはリーグの先輩であるチームメイトからパスを回してもらえない「フリーズ・アウト」という仕打ちを受けたのである。首謀者と言われたアイザイア・トーマスはこの企みを否定したが、オールスター明け後最初の試合でジョーダンはこの時の鬱憤を晴らすように49得点を記録。この時の相手はアイザイア・トーマス所属のデトロイト・ピストンズだった。
ジョーダンはこのシーズン28.2得点（リーグ3位）6.5リバウンド5.9アシスト2.4スティールを記録し、新人王を獲得。ブルズも前季から11勝を上積みし、4シーズンぶりにプレーオフに進出した（ミルウォーキー・バックスの前に1回戦敗退）。

### シーズン概要
- 新しい風がリーグに広がる中、イースタンカンファレンスではボストン・セルティックス、フィラデルフィア・76ers、ミルウォーキー・バックスの3強が激しい上位争いを繰り広げた。前季チャンピオンチームのセルティックスは63勝を記録してリーグトップの勝率を収め、ラリー・バードは史上5人目となる2年連続MVPを、ケビン・マクヘイルは史上唯一となる2年連続シックスマン賞を獲得した。前季やや勝率が落ち込んだ76ersは、新人チャールズ・バークレーを先発に抜擢、唯一の穴だったパワーフォワードを補強して58勝を記録した。
- リーグ屈指の実力を持ちながらセルティックスや76ersの壁を破れないバックスは、シーズン前にインサイドの核だったボブ・レイニアが引退。チームの再編に迫られたため、ロサンゼルス・クリッパーズとトレードを行い、ジュニア・ブリッジマンとマーカス・ジョンソンを放出するかわりに、元新人王のテリー・カミングスとシューターのクレイグ・ホッジス、後にバックスの主力となるリッキー・ピアースを獲得。攻守両面でバックスの要であるシドニー・モンクリーフにカミングス、ホッジス、そしてこのシーズンから先発に抜擢されたポール・プリシーらガード-フォワード陣を中心とした新たな陣容で新シーズンに臨み、76ersを上回る59勝を記録した。
- イースタンとは対照的にロサンゼルス・レイカーズが頭一つ飛びぬけた状態のウエスタン・カンファレンスは、このシーズンもレイカーズが62勝を記録し、2位以下を大きく引き離した。
- デンバー・ナゲッツは52勝を記録し、7年ぶりに地区優勝に返り咲いた。シーズン前にはポートランド・トレイルブレイザーズとトレードを行い、キキ・バンダウェイを放出するかわりにカルヴィン・ナットとファット・リーバーを獲得し、エースのアレックス・イングリッシュと共にチームの主力を担った。
- アキーム・オラジュワンを獲得したヒューストン・ロケッツは前季の29勝から48勝と大幅に勝率を伸ばした。オラジュワンとラルフ・サンプソンの213cmと224cmのコンビは"ツインタワー"と呼ばれ、他チームの脅威となった。
- クリーブランド・キャバリアーズは36勝46敗と負け越しながらも7シーズンぶりにプレーオフに進出。当時エースはワールド・B・フリーが務め、また2年目のロイ・ヒンソンが急成長を見せていた。しかし翌シーズンからは再びプレーオフ不出場が続く。
- 前季NBA加盟以来初めてプレーオフ進出を逃したサンアントニオ・スパーズはジョージ・ガービンにかわりマイク・ミッチェルらが主力を担い、このシーズンはプレーオフに復帰したが、チームの衰えは止まらず、このシーズン終了後にガービンはチームを去ってしまう。
- シアトル・スーパーソニックスはガス・ウィリアムスがワシントン・ブレッツに移籍したため、4シーズンぶりにプレーオフ出場を逃した。残る優勝メンバーはジャック・シクマのみとなった。
- ニューヨーク・ニックスは前季47勝から24勝と大幅に勝率を落とした。バーナード・キングは27試合を欠場する怪我を負うも、32.9得点を記録して得点王に輝いた。

## プレーオフ・ファイナル
|  | ファースト ラウンド        | ファースト ラウンド  | ファースト ラウンド  |   |                | カンファレンス セミファイナル | カンファレンス セミファイナル | カンファレンス セミファイナル |  |   | カンファレンス ファイナル | カンファレンス ファイナル | カンファレンス ファイナル |  |    | NBAファイナル | NBAファイナル | NBAファイナル |
|  |                            |                      |                      |   |                |                               |                               |                               |  |   |                           |                           |                           |  |    |               |               |               |
|  | 1                          | レイカーズ           | 3                    |   |                |                               |                               |                               |  |   |                           |                           |                           |  |    |               |               |               |
|  | 8                          | サンズ               | 0                    |   |                |                               |                               |                               |  |   |                           |                           |                           |  |    |               |               |               |
|  | 8                          | サンズ               | 0                    |   | 1              | レイカーズ                    | 4                             |                               |  |   |                           |                           |                           |  |    |               |               |               |
|  |                            |                      |                      |   | 1              | レイカーズ                    | 4                             |                               |  |   |                           |                           |                           |  |    |               |               |               |
|  |                            | 5                    | トレイルブレイザーズ | 1 |                |                               |                               |                               |  |   |                           |                           |                           |  |    |               |               |               |
|  | 4                          | 5                    | トレイルブレイザーズ | 1 | マーベリックス | 1                             |                               |                               |  |   |                           |                           |                           |  |    |               |               |               |
|  | 4                          |                      |                      |   | マーベリックス | 1                             |                               |                               |  |   |                           |                           |                           |  |    |               |               |               |
|  | 5                          | トレイルブレイザーズ | 3                    |   |                |                               |                               |                               |  |   |                           |                           |                           |  |    |               |               |               |
|  | 5                          | トレイルブレイザーズ | 3                    |   |                |                               |                               |                               |  | 1 | レイカーズ                | 4                         |                           |  |    |               |               |               |
|  | イースタン・カンファレンス |                      |                      |   |                |                               |                               |                               |  | 1 | レイカーズ                | 4                         |                           |  |    |               |               |               |
|  |                            | 2                    | ナゲッツ             | 1 |                |                               |                               |                               |  |   |                           |                           |                           |  |    |               |               |               |
|  | 3                          | 2                    | ナゲッツ             | 1 | ロケッツ       | 2                             |                               |                               |  |   |                           |                           |                           |  |    |               |               |               |
|  | 3                          |                      |                      |   | ロケッツ       | 2                             |                               |                               |  |   |                           |                           |                           |  |    |               |               |               |
|  | 6                          | ジャズ               | 3                    |   |                |                               |                               |                               |  |   |                           |                           |                           |  |    |               |               |               |
|  | 6                          | ジャズ               | 3                    |   | 6              | ジャズ                        | 1                             |                               |  |   |                           |                           |                           |  |    |               |               |               |
|  |                            |                      |                      |   | 6              | ジャズ                        | 1                             |                               |  |   |                           |                           |                           |  |    |               |               |               |
|  |                            | 2                    | ナゲッツ             | 4 |                |                               |                               |                               |  |   |                           |                           |                           |  |    |               |               |               |
|  | 2                          | 2                    | ナゲッツ             | 4 | ナゲッツ       | 3                             |                               |                               |  |   |                           |                           |                           |  |    |               |               |               |
|  | 2                          |                      |                      |   | ナゲッツ       | 3                             |                               |                               |  |   |                           |                           |                           |  |    |               |               |               |
|  | 7                          | スパーズ             | 2                    |   |                |                               |                               |                               |  |   |                           |                           |                           |  |    |               |               |               |
|  | 7                          | スパーズ             | 2                    |   |                |                               |                               |                               |  |   |                           |                           |                           |  | W1 | レイカーズ    | 4             |               |
|  |                            |                      |                      |   |                |                               |                               |                               |  |   |                           |                           |                           |  | W1 | レイカーズ    | 4             |               |
|  |                            | E1                   | セルティックス       | 2 |                |                               |                               |                               |  |   |                           |                           |                           |  |    |               |               |               |
|  | 1                          | E1                   | セルティックス       | 2 | セルティックス | 3                             |                               |                               |  |   |                           |                           |                           |  |    |               |               |               |
|  | 1                          |                      |                      |   | セルティックス | 3                             |                               |                               |  |   |                           |                           |                           |  |    |               |               |               |
|  | 8                          | キャバリアーズ       | 1                    |   |                |                               |                               |                               |  |   |                           |                           |                           |  |    |               |               |               |
|  | 8                          | キャバリアーズ       | 1                    |   | 1              | セルティックス                | 4                             |                               |  |   |                           |                           |                           |  |    |               |               |               |
|  |                            |                      |                      |   | 1              | セルティックス                | 4                             |                               |  |   |                           |                           |                           |  |    |               |               |               |
|  |                            | 4                    | ピストンズ           | 2 |                |                               |                               |                               |  |   |                           |                           |                           |  |    |               |               |               |
|  | 4                          | 4                    | ピストンズ           | 2 | ピストンズ     | 3                             |                               |                               |  |   |                           |                           |                           |  |    |               |               |               |
|  | 4                          |                      |                      |   | ピストンズ     | 3                             |                               |                               |  |   |                           |                           |                           |  |    |               |               |               |
|  | 5                          | ネッツ               | 0                    |   |                |                               |                               |                               |  |   |                           |                           |                           |  |    |               |               |               |
|  | 5                          | ネッツ               | 0                    |   |                |                               |                               |                               |  | 1 | セルティックス            | 4                         |                           |  |    |               |               |               |
|  | ウェスタン・カンファレンス |                      |                      |   |                |                               |                               |                               |  | 1 | セルティックス            | 4                         |                           |  |    |               |               |               |
|  |                            | 3                    | 76ers                | 1 |                |                               |                               |                               |  |   |                           |                           |                           |  |    |               |               |               |
|  | 3                          | 3                    | 76ers                | 1 | 76ers          | 3                             |                               |                               |  |   |                           |                           |                           |  |    |               |               |               |
|  | 3                          |                      |                      |   | 76ers          | 3                             |                               |                               |  |   |                           |                           |                           |  |    |               |               |               |
|  | 6                          | ブレッツ             | 1                    |   |                |                               |                               |                               |  |   |                           |                           |                           |  |    |               |               |               |
|  | 6                          | ブレッツ             | 1                    |   | 3              | 76ers                         | 4                             |                               |  |   |                           |                           |                           |  |    |               |               |               |
|  |                            |                      |                      |   | 3              | 76ers                         | 4                             |                               |  |   |                           |                           |                           |  |    |               |               |               |
|  |                            | 2                    | バックス             | 0 |                |                               |                               |                               |  |   |                           |                           |                           |  |    |               |               |               |
|  | 2                          | 2                    | バックス             | 0 | バックス       | 3                             |                               |                               |  |   |                           |                           |                           |  |    |               |               |               |
|  | 2                          |                      |                      |   | バックス       | 3                             |                               |                               |  |   |                           |                           |                           |  |    |               |               |               |
|  | 7                          | ブルズ               | 1                    |   |                |                               |                               |                               |  |   |                           |                           |                           |  |    |               |               |               |

- テキサス州に本拠地を置く3チームが揃ってプレーオフに出場した最初のシーズンである。
- ファイナルのフォーマットがこれまでの2-2-1-1-1から2-3-2に変更された。これは「会場を頻繁に行き来するのは望ましくない」というレッド・アワーバックの提言によるものだった。

### そこに情熱を見た
前季、ついにファイナルで相対したロサンゼルス・レイカーズとボストン・セルティックスの決戦は、全米の期待に背かない熱戦となったが、レイカーズとロサンゼルス市民にとっては60年代に味わった屈辱を再び味わう結果となった。ファイナル8度目の対決は、8度目のセルティックス勝利で終わったのである。敗因の一端を担ったマジック・ジョンソンはファイナル敗退が決まった夜、親友のアイザイア・トーマスやマーク・アグワイアらと共に夜を過ごしたが、バスケットに関することは一言も話さなかったという。傷心のマジックはオフにコンバースのCMでラリー・バードと初競演し、2人はこの撮影で初めて親交を温めた。
勝利の余韻と敗北の屈辱に浸る時間も束の間、新シーズンはスタートし、セルティックスもレイカーズも変わらずリーグトップの実力でそれぞれのカンファレンスを制した。そしてセルティックスは2年連続でリーグトップの勝率を収め、ラリー・バードは2年連続MVP、ケビン・マクヘイルはシックスマン賞を獲得し、ディフェンディングチャンピオンとしての実力を知らしめた。しかし華々しい成績とは裏腹に、チーム内ではいくつかの問題を抱えていた。先発の一人だったジェラルド・ヘンダーソンは契約問題に折り合いがつかずシーズン前にチームを去っており、4年目のダニー・エインジが大きな成長を見せていたものの、バックコートの層の薄さは明らかだった。さらにセドリック・マックスウェルは慢性的な膝の故障を抱えるようになっていた。
一方リベンジに燃えるレイカーズは磐石な体制を整えつつあった。ジェームス・ウォージーがジャマール・ウィルクスに代わっていよいよ頭角を現し、ここにカリーム・アブドゥル＝ジャバー、ジェームス・ウォージー、マジック・ジョンソンのNBA史上でも屈指のラインが誕生し、"ショータイム"バスケットが完成した。このシーズンのスリーポイントシュート1位に輝いた2年目のバイロン・スコットは有力なスコアラーに成長し、バックコートにはマジックと好ディフェンダーのマイケル・クーパー、そしてスコットの充実したメンバーが揃った。インサイドではジャバーをカート・ランビスがサポートし、ベンチには元MVPのボブ・マカドゥーが控えるという豪華さだった。レイカーズは前季の54勝を上回る62勝を記録し、レギュラーシーズンを終えた。
プレーオフで両チームの再選を阻む者は現れず、レイカーズは11勝2敗でファイナルに勝ち上がり、セルティックスはカンファレンス準決勝で成長株のデトロイト・ピストンズとは第6戦まで戦ったものの、カンファレンス決勝では宿敵フィラデルフィア・76ersを4勝1敗で破り、11勝4敗でファイナルに勝ち上がった。
ファイナルは2年連続で当時のNBA最高のカードだったロサンゼルス・レイカーズ対ボストン・セルティックスとなった。

#### 第1戦
打倒セルティックスを目指し、意気込んでボストン・ガーデンに乗り込んだレイカーズだったが、そこで待っていたのはセルティックスによる"大虐殺"だった。この日レイカーズは148-114の大敗を喫してしまったのである。不安視されていたセルティックスのバックコート陣は試合前の評価の覆し、次々とレイカーズのゴールに襲い掛かった。ダニー・エインジは第1Qだけで15得点を決め、スコット・ウェドマンは11本のフィールドゴールを全て決めた。
一方のレイカーズのプレイは酷く、特に38歳を迎えていたカリーム・アブドゥル＝ジャバーはロバート・パリッシュに抑え込まれ、12得点3リバウンドと散々な内容だった。この歴史的大敗は「大虐殺記念日（Memorial Day Massacre）」と名づけられ、レイカーズにとって屈辱的な日になると共に1958年以来26年越しの悲願である打倒セルティックスに、早くも暗雲が立ちこみ始めた。
この試合は2008年のファイナル第7戦で131-92でセルティックスが勝利するまで、同カードで最も点差の開いた試合だった。

#### 第2戦
"大虐殺"の翌朝、レイカーズの宿泊ホテルで恒例のビデオセッションが行われる中、ジャバーは最前列の席に居た。レイカーズのヘッドコーチ、パット・ライリーは敗戦のビデオを繰り返し見せながら、不甲斐ない選手、特にジャバーのプレイを激しく叱咤した。チームメイトの誰よりも年長のジャバーはライリーの叱咤を瞬きもせずに受け止め、そしてセッションが終わってからは選手一人一人に謝罪をして回ったという。彼の態度はチームの奮起と結束を促した。
第2戦をレイカーズは109-102で勝利した。第1戦では散々な内容だったジャバーはこの日30得点17リバウンド8アシスト3ブロックと大活躍した。マイケル・クーパーはFG8/9の22得点を記録。ジャバーの復活でレイカーズが1勝1敗とシリーズをタイに戻し、またセルティックスが持っていたホームコートアドバンテージを無効にした。

#### 第3戦
波に乗るレイカーズはフォーラムに戦いの場を移した第3戦を136-111で勝利した。第2Q中盤までは48-38でセルティックスがリードしていたが、ここからこの日29得点のジェームス・ウォージーが猛反撃を見せ、前半が終わる時点で65-59とレイカーズが逆転を果たしていた。以降レイカーズは一度も並ばれることなく勝利を収めた。ジャバーはこの日も26得点14リバウンドを記録し、チームを牽引する活躍を見せた。
一方初戦の大勝から一転、2連敗を喫したセルティックスは、エースのラリー・バードがシュートスランプに陥っており、この2試合ではFG17/42という内容だった。実はこの時右ひじと背中に故障を抱えていたのだが、事情を知らない多くの人々はバードがレイカーズのクーパーのディンフェンスに抑えられていると思っていた。

#### 第4戦
第4戦は接戦となった末、セルティックスが107-105で勝利し、レイカーズに傾いていた流れを引き戻した。試合終盤、105-105の同点の場面でダブルチームに掴まったバードはボールをこぼしてしまうが、それを拾ったデニス・ジョンソンが決勝点となるシュートを決めた。

#### 第5戦
お互い2勝で並んだ第5戦は今後のシリーズの流れを左右する重要な一戦だった。セルティックスのケビン・マクヘイルはチームの期待に応え、試合序盤に16得点を決めた。業を煮やしたライリーHCは第2Qからはジャバーをマクヘイルにマッチアップさせ、ロバート・パリッシュにはカート・ランビスを当てた。このマッチアップ変更が功を奏し、第2Q後半にはレイカーズが一気に畳み掛けて前半を64-51とリードして終えた。後半に入ると89-72とさらに点差を広げるが、セルティックスも反撃し、残り時間6分までに101-97の4点差に追いついた。しかしここからジャバーが4つのショット、マジックが3つのショットを決めてセルティックスに止めを刺し、120-111でレイカーズが勝利し、ついに悲願のセルティックス打倒まで、あと1勝となった。

#### 第6戦
ボストンのホームアリーナ、ボストン・ガーデンには"ガーデンの魔物"が住んでいた。1928年に建てられたボストン・ガーデンはNBA最古のアリーナで、その長い歴史の中で数々の逸話を生み出し、いつしか人々は「ガーデンには魔物が住んでいる」と噂するようになっていた。セルティックスは過去ファイナルで敗退したのは27年前の1958年のセントルイス・ホークスの1度のみで、またこのガーデンで優勝を許したことは一度もなかった。2-3-2のフォーマットとなったこの年、レイカーズはもはやこのガーデンで優勝するしかなく、彼らはこの伝説に挑戦することとなった。セルティックスと数々の激戦を繰り広げるうちに何時しかこの伝説の一部分となってしまったレイカーズのジェネラル・マネージャー、ジェリー・ウェストは第6戦以降チームに同行しないことを決めた。
前半、セルティックスはジャバーをファウルトラブルに陥れるに成功したが、しかしミッチ・カプチャックがジャバーの穴を埋める活躍を見せ、55-55の同点で前半を折り返した。セルティックスは前半のローテーションを7人だけで回したため、後半に入ると疲労の陰が見え始めた。セルティックスの変化を見逃さなかったライリーHCはさらにセルティックスの体力を削るべく強力なプレスを敷いた。レイカーズの激しいプレッシャーの前にセルティックスが混乱に陥る中、この日29得点のジャバーの活躍で少しずつ点差が広がり始め、そして第4Qにこの日36得点と奮闘したマクヘイルがファウルアウトした時点で勝敗が決した。最終スコアは111-100。レイカーズが2年ぶり、80年代に入って3回目の優勝を決めた。
過去8回の優勝を誇るレイカーズでも、この優勝は特別なものだった。ガーデンの魔物、過去8回のファイナル敗退、あらゆる軛を断ち切った、26年越しの悲願の達成だった。前年、ホームチームの優勝にコート中を埋め尽くして祝福したガーデンの観客達は、この日は歓喜してロッカールームに下がっていくレイカーズを、沈黙のまま見送った。
ファイナルMVPは不甲斐ない第1戦から見事に立ち直り、シリーズ平均30.2得点11.3リバウンド6.5アシスト2.0ブロックの成績でチームを牽引してきたカリーム・アブドゥル＝ジャバーが選ばれた。38歳のファイナルMVP受賞は、NBA最年長記録であり、さらにジャバーはこのシリーズでプレーオフ通算得点で歴代1位となった。キャリア16年目を迎えた老兵が達成した偉業であった。第1戦の大虐殺の後、ジャバーを激しく叱咤したライリーは、38歳のジャバーが怪我も厭わずルーズボールにダイブする姿を見て、「そこに情熱を見た」と絶賛した。
シリーズ中右肘と背中の痛みに悩まされたバードは、特に背中の痛みは後の彼のキャリアに暗い影を落とすが、それでもバードはリーグ最高の選手の一人として君臨し続ける。そしてレイカーズとセルティックスの両雄は1シーズンを挟んだ後、1980年代最後の決戦を迎える。

### 結果
ロサンゼルス・レイカーズ 4-2 ボストン・セルティックス　　ファイナルMVP：カリーム・アブドゥル＝ジャバー
| Team           | Games | Games | Games | Games | Games | Games | Wins |
| Team           | 1     | 2     | 3     | 4     | 5     | 6     | Wins |
| -------------- | ----- | ----- | ----- | ----- | ----- | ----- | ---- |
| レイカーズ     | 114   | 109   | 136   | 105   | 120   | 111   | 4    |
| セルティックス | 148   | 102   | 111   | 107   | 111   | 100   | 2    |

## ラストシーズン
- ダン・イッセル　（1970-85）　ABA出身の70年代を代表するセンター。引退後はコーチ職に転向し、1994年のプレーオフではデンバー・ナゲッツを率い、シアトル・スーパーソニックス相手に歴史的なアップセットを果たす。
- ビリー・ポールツ　（1970-85）　ABA出身のディフェンシブなセンター。
- ビリー・ナイト　（1974-85）　ABA期待の若手スターだったが、ABA消滅後はインディアナ・ペイサーズを離れ、2年後にペイサーズに復帰したがチームも自身もピークを過ぎていた。引退後は各球団の役員を歴任した。
- ジョン・ドリュー　（1974-85）　キャリア前半はアトランタ・ホークス、後半はユタ・ジャズでプレイし、それぞれの再興あるいは勃興に大きく貢献した。しかしジャズでの最初の年は薬物中毒が発覚し、更生プログラムを受けるためシーズンの半分を欠場。立ち直り、見事復活を果たしたかに見えたが、再びコカインに手を出したことが分かり、遂にはリーグからの永久追放処分を受けた。デビッド・スターンがコミッショナーに就任し、NBAが薬物に対し厳しい姿勢で臨み始めたこの年、ドリューは薬物乱用で追放処分を受けた最初の選手となった。
- トラック・ロビンソン　（1974-85）
- キャンピー・ラッセル　（1974-85）　引退後はキャリアの大半を過ごしたクリーブランド・キャバリアーズの役職に就いた。
- ケヴィン・グレヴィ　（1975-85）　1978年ワシントン・ブレッツの優勝メンバー。引退後開いたレストランはスポーツバーのメッカとして人気となった。
- ライオネル・ホリンズ　（1975-85）　1977年ポートランド・トレイルブレイザーズの優勝メンバー。引退後はコーチ職に転向。
- ドン・ブージー　（1975-85）　ABA出身でインディアナ・ペイサーズに所属し、1976-77シーズンにはアシスト王とスティール王に同時に輝いた。
- M・L・カー　（1975-85）　ABA出身。ボストン・セルティックスで2度の優勝を経験。パット・ライリーから「チンピラ」と表現されるほどの野次の名手。引退後はコーチ職に転向。
- レン・バイアス（1986）全体2位指名でボストンセルティックスに入団が決まったがコカインのオーバードーズによりドラフトの2日後に急死してしまう(入団期間は2日間）。